# Hendrik George de Perponcher Sedlnitzki

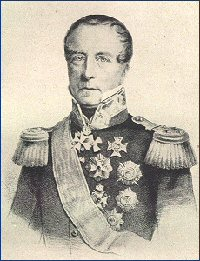
Hendrik George de Perponcher Sedlnitsky

Hendrik George Graf de Perponcher Sedlnitsky (Dt.: Heinrich Georg Graf von Perponcher-Sedlnitzki, * 19. Mai 1771 in Den Haag; † 29. November 1856 in Dresden) war ein niederländischer General der Infanterie und Gesandter.

## Leben
Hendrik George war der Sohn des niederländischen Freiherrn Cornelis von Perponcher-Sedlnitzky und der Johanna Maria von Perponcher-Sedlnitzky, geb. Freiin van Tuyll van Serooskerken.
Sein älterer Bruder war Willem Karel von Perponcher-Sedlnitzky (1775–1857), der 1796 als Kadett im Regiment der Gardes du Corps in preußische Dienste trat.
Perponcher machte 1793/94 den Ersten Koalitionskrieg gegen die Französische Republik als Adjutant des Prinzen Wilhelm Georg Friedrich von Oranien-Nassau mit, dem er bei Wervik am 13. September 1793 das Leben rettete. 1796 trat er als Hauptmann in österreichische, dann in englische Dienste. 1804 erhielt er als Oberstleutnant die Führung des Regiments „Dillon“ auf Malta, 1808 wurde er Oberst der lusitanischen Legion (Loyale Lusitanische Legionen) in Portugal und 1809 Chef des Generalstabs der misslungenen Expedition gegen Antwerpen. Als 1810 Napoleon Bonaparte alle in fremden Diensten stehenden Niederländer mit Beschlagnahme ihrer Güter bedrohte, kehrte Perponcher in sein Vaterland zurück. 1813 wirkte er für die Rückkehr des Hauses Oranien. Er übernahm als Generalmajor den Oberbefehl über die niederländischen Streitkräfte und schloss, von England und dem Königreich Preußen unterstützt, 1814 Gorkum, Bergen op Zoom und Antwerpen ein.

Grab von Graf Perponcher

Nach dem Ersten Pariser Frieden wurde er als niederländischer Gesandter nach Berlin entsandt, bei Napoleons Rückkehr von Elba aber als Generalleutnant an die Spitze der 2. Niederländischen Division gestellt, mit welcher er an der Schlacht bei Quatre-Bras und der Schlacht von Waterloo gegen Marschall Michel Ney kämpfte. Nach Friedensschluss wurde er wieder Gesandter in Berlin. Wilhelm I. (Niederlande) erhob ihn 1825 in den erblichen Grafenstand, der 1853 auch von Preußen anerkannt wurde. Bereits 1842 wurde er dekorierter Ritter des hohen Ordens vom Schwarzen Adler.
Hendrik George de Perponcher Sedlnitzki verstarb 85-jährig in Dresden. Er ist auf dem Französischen Friedhof in Berlin-Mitte bestattet.

### Familie
Perponcher war mit Wilhelmine Friederike Adelheid geb. Gräfin van Reede tot Ginkel (* 27. Dezember 1792 in Berlin; † 1. September 1861 in Dresden) verheiratet. Das Ehepaar hatte mehrere Kinder.
- Wilhelm von Perponcher-Sedlnitzky (* 17. Juli 1819; † 24. Juni 1893), preußischer Kammerherr, 1853 preußischer Ministerresident am Nassauischen Hof und für die Freie Stadt Frankfurt, 1860 Gesandter zu Neapel, 1862 zu München, 1863 in Den Haag und dann in Brüssel. 1875 pensioniert, ⚭ Antoinette Louise Emilie Julie von Maltzahn (* 25. November 1824; † 14. Juli 1899), Tochter von Mortimer von Maltzahn, Oberhofmeisterin der Kaiserin Auguste Viktoria von Schleswig-Holstein-Sonderburg-Augustenburg.
- Friedrich von Perponcher-Sedlnitzky (1821–1909), General der Kavallerie und bis 1888 Oberhofmarschall von Kaiser Wilhelm I. Er war mit Wanda Friederike Reichsgräfin von Moltke (* 3. März 1840 in Neustrelitz; † 2. Dezember 1911 in Godesberg), Tochter des großherzoglich mecklenburg-strelitzischen Oberstallmeisters Karl Reichsgraf von Moltke, Majoratsherr auf Behle und Lemnitz, und seiner zweiten Ehefrau Marie geb. von Roeder verheiratet.
- Ludwig Nikolaus Friedrich Ernst Gustav (* 19. Juni 1827; † 30. November 1914), preußischer Vizeoberschlosshauptmann ⚭ Adelheid Gräfin von Bülow (* 4. April 1833).